# Cinco de Mayo, Chichiquila
Cinco de Mayo är en ort i Mexiko.   Den ligger i kommunen Chichiquila och delstaten Puebla, i den sydöstra delen av landet, 220 km öster om huvudstaden Mexico City. Cinco de Mayo ligger 2 006 meter över havet och antalet invånare är 652.
Terrängen runt Cinco de Mayo är kuperad åt sydväst, men åt nordost är den bergig. Runt Cinco de Mayo är det ganska glesbefolkat, med 36 invånare per kvadratkilometer. Närmaste större samhälle är Huatusco de Chicuellar, 15,4 km sydost om Cinco de Mayo. I omgivningarna runt Cinco de Mayo växer huvudsakligen savannskog.